# Zanthoxylum schreberi
La bosúa, bosuga o paneque (Zanthoxylum schreberi) es una especie de planta fanerógama perteneciente a la familia de las rutáceas.

## Descripción
Es un árbol de pequeño o de mediano porte, de hojas ovaladas y flores blancas dispuestas en racimos. Su madera es de color amarillento y moreno claro en el centro.[cita requerida]
Puede crecer hasta 10 m de altura, caracterizado por ser aromático y poseer ramas espinosas, fuertes aguijones en rámulas y hojas. Las hojas son alternas y las flores surgen en panículos terminales. La copa es aplanada, su fuste es recto y corto, tronco grisáceo o castaño, acanalado en la base. Tiene ramas largas y ascendentes. Follaje siempreverde, hojas compuestas, alternas, pinnadas, con espinas rectas dorsales, raquis canaliculado, con pelos estrellados. Es una especie propia de laurisilvas y yungas propias del bosque nuboso. No es exigente en cuanto al suelo. Esta especie, al igual que muchas especies del género Zanthoxylum, posee alcaloides de actividad cardíaca.
Florece de septiembre a octubre, fructifica en enero y se cosechan  las semillas de marzo a abril. Germina un promedio de 30 % de viables, de 10 a 70 días.

## Distribución y hábitat
Es endémica de Venezuela y Sudamérica. Está distribuida en América Tropical Continental y en algunas de las Antillas. Crece principalmente en el bioma tropical húmedo.[cita requerida]

## Usos

### Uso medicinal
En la medicina tradicional se conoce por sus propiedades como sudorífero, diurético, estimulante y emético.
En la medicina tradicional venezolana, es conocida por su uso en el tratamiento del romadizo o inflamación de la mucosa nasal, la ictericia y la oftalmia.[cita requerida]

### Uso forestal
Es una especie maderable, y de su corteza se extrae un colorante de color amarillo, que antiguamente se aprovechaba para teñir hilos y mimbres.[cita requerida]

### Otros usos
Esta especie tiene también aplicaciones ornamentales.

## Taxonomía
La especie fue descrita inicialmente como Curtisia schreberi por Johann Friedrich Gmelin y publicada en Systema Naturae . . . editio decima tertia, aucta, reformata 2(1): 498, en 1791, actualmente, es tanto un sinónimo como el basónimo de esta; y ulteriormente sería transferida al género Zanthoxylum por Carlos Reynel en Phytoneuron 2015–22: 6, en 2015.

#### Etimología
Véase: Zanthoxylum
schreberi: epíteto nombrado en honor de Johann Christian Daniel von Schreber (1739 – 1810), naturalista alemán.